# Yes Yes Nanette
Yes Yes Nanette è una comica muta del 1925 diretta da Stan Laurel in co-regia con Clarence Hennecke ed interpretata da Oliver Hardy e James Finlayson.
Fu il secondo film diretto da Laurel che già cominciava a manifestare rapporti di simpatia e complicità con Hardy.
Infatti solo due anni dopo entrambi daranno vita ai celebri Stanlio e Ollio.

## Trama
Nanette spedisce una lettera alla sua famiglia annunciando il nuovo sposalizio con il suo nuovo marito, Hillory. Ma quando l'uomo arriva per conoscere la famiglia viene trattato male, insultato e cacciato via.
Quando giunge il momento della cena, Nanette tenta di far riappacificare i rapporti con Hillory, ma proprio in quel momento giunge un altro spasimante...

## Produzione
Il film fu prodotto da Hal Roach e girato negli Hal Roach Studios.

## Distribuzione
Il film fu pubblicato negli USA il 19 luglio 1925, anche con il titolo alternativo "Ja Ja Nanette".